# Journal of the Chemical Society, Perkin Transactions
Journal of the Chemical Society, Perkin Transactions  — науковий журнал, присвячений органічній хімії, який видавало з 1965 по 2002 рік спочатку Хімічне товариство, а згодом Королівське хімічне товариство під різними назвами. Журнал названо на честь хіміка Артура Джорджа Перкіна. З 1965 року журнал виходив під назвою Journal of the Chemical Society C: Organic, з 1972 по 2002 рік був поділений на дві частини: Journal of the Chemical Society, Perkin Transactions  1 та Journal of the Chemical Society, Perkin Transactions  2.
На зміну цим журналам у 2003 році було засновано журнал Organic and Biomolecular Chemistry. 

## Історія видання
Журналом-попередником був Journal of the Chemical Society, який у 1965 році було розділено на чотири окремі назви. Назва журналу кілька разів змінювалася, журнал розділявся та возз’єднувався:
- Journal of the Chemical Society C: Organic (1966–1971)
- Journal of the Chemical Society, Perkin Transactions 1 (1972–2002)
- Journal of the Chemical Society, Perkin Transactions 2 (1972–2002)
- Organic and Biomolecular Chemistry (з 2003)

## Зовнішні посилання
- Веб-сайт Королівського хімічного товариства для Perkin 1
- Веб-сайт Королівського хімічного товариства для Perkin 2

1. 1 2 3  The ISSN portal — Paris: ISSN International Centre, 2005. — ISSN 1470-4358
2. ↑  https://www.scopus.com/sourceid/96876